# Hermann von Witzleben (Generalmajor, 1864)
Hermann Heinrich Friedrich von Witzleben (* 11. April 1864 in Daun; † 22. Juni 1938 in Weimar) war ein preußischer Generalmajor und Rechtsritter des Johanniterordens.

## Leben
Er stammte aus dem Thüringer Uradelsgeschlecht von Witzleben und war das dritte Kind des Oberforstmeisters Hermann von Witzleben (1827–1888) und dessen Ehefrau Jakobine Helene Bauer (1932–1875).
Am 20. Juni 1891 heiratete er in Neustadt an der Orla Anna Luise Seelemann (* 1964). Aus der Ehe gingen zwei Kinder hervor:
- Hermann (1892–1976), Generalmajor der Wehrmacht, ⚭ 1920 Ursula Stichling (1899–1973)
- Job (1893–1914), † in Folge einer Kriegsverwundung

Sein Schwager war der preußische Generalleutnant Karl von der Decken.
Witzleben schlug eine Offizierslaufbahn in der Preußischen Armee ein, in deren Verlauf er u. a. Kommandeur des 3. Badischen Dragoner-Regiments „Prinz Karl“ Nr. 22 in Mülhausen war. Während des Ersten Weltkriegs kommandierte Witzleben ab 14. April 1917 die 19. Kavallerie-Brigade.